# Distretto di Longzihu
Il distretto di Longzihu (龙子湖区S, Lóngzihú QūP) è un distretto della Cina, situato nella provincia dell'Anhui.